# 伊波泰什蒂鄉 (蘇恰瓦縣)
47°37′N 26°17′E / 47.617°N 26.283°E
伊波泰什蒂鄉（羅馬尼亞語：Comuna Ipotești, Suceava），是羅馬尼亞的鄉份，位於該國東北部，由蘇恰瓦縣負責管轄，面積23平方公里，海拔高度377米，2007年人口5,340，人口密度每平方公里234人。